# Nação Dene do Rio Buffalo
A Nação Dene do Rio Buffalo se localiza no norte de Saskatchewan, no Canadá, e compreende uma área de 8259 hectares. Possui população registrada de 956 habitantes, sendo que 510 desses vivem na reserva. A Nação Dene está seriamente ameaçada, principalmente depois da perdad de 60 a 80% de sua após desde a chegada dos colonos das grandes potências européias em seus territórios tradicionais. Antes destes episódios, sua população chegava a 250.000 indivíduos. Falam o idioma dene, e o inglês como segunda língua. Praticam o cristianismo e religiões tradicionais.
Embora as epidemias e doenças dizimaram grande parte da comunidade nas primeiras partes da história dene, hoje o povo sofre os efeitos do desemprego estrutural, a pobreza crônica, impotência política, bem como opressões governamentais, empresariais e militares. O resultado de tudo isto foi a perda de soberania, e o povo dene perdeu o poder de gerir os seus destinos sociais e econômicos. A crise agravou-se durante várias décadas, até a década de 1990.